# شکیل حسین
شکیل حسین (بنگالی: শাকিল হোসেন؛ زادهٔ ۶ ژوئیهٔ ۲۰۰۲) بازیکن فوتبال اهل بنگلادش است.
وی همچنین در تیم‌های ملی فوتبال زیر ۲۳ سال بنگلادش و بنگلادش بازی کرده است.